# غرم
غرم (Ғарм) هي مدينة في مقاطعة كاروتيغين في طاجيكستان.

## المناخ
يظهر الجدول التالي التغييرات المناخية على مدار السنة لغرم:
| البيانات المناخية لـغرم           | البيانات المناخية لـغرم | البيانات المناخية لـغرم | البيانات المناخية لـغرم | البيانات المناخية لـغرم | البيانات المناخية لـغرم | البيانات المناخية لـغرم | البيانات المناخية لـغرم | البيانات المناخية لـغرم | البيانات المناخية لـغرم | البيانات المناخية لـغرم | البيانات المناخية لـغرم | البيانات المناخية لـغرم | البيانات المناخية لـغرم |
| الشهر                             | يناير                   | فبراير                  | مارس                    | أبريل                   | مايو                    | يونيو                   | يوليو                   | أغسطس                   | سبتمبر                  | أكتوبر                  | نوفمبر                  | ديسمبر                  | المعدل السنوي           |
| --------------------------------- | ----------------------- | ----------------------- | ----------------------- | ----------------------- | ----------------------- | ----------------------- | ----------------------- | ----------------------- | ----------------------- | ----------------------- | ----------------------- | ----------------------- | ----------------------- |
| متوسط درجة الحرارة الكبرى °م (°ف) | 0 (32)                  | 1 (34)                  | 6 (43)                  | 13 (55)                 | 12 (54)                 | 16 (61)                 | 18 (64)                 | 18 (64)                 | 19 (66)                 | 14 (57)                 | 9 (48)                  | 3 (37)                  | 11 (52)                 |
| متوسط درجة الحرارة الصغرى °م (°ف) | −4 (25)                 | −3 (27)                 | 1 (34)                  | 6 (43)                  | 7 (45)                  | 9 (48)                  | 11 (52)                 | 12 (54)                 | 8 (46)                  | 5 (41)                  | 3 (37)                  | −1 (30)                 | 5 (41)                  |
| الهطول مم (إنش)                   | 24 (0.9)                | 30 (1.2)                | 51 (2.0)                | 36 (1.4)                | 21 (0.8)                | 6 (0.2)                 | 3 (0.1)                 | 3 (0.1)                 | 6 (0.2)                 | 15 (0.6)                | 18 (0.7)                | 39 (1.5)                | 253 (10.0)              |
| متوسط أيام هطول الأمطار           | 7                       | 8                       | 9                       | 7                       | 5                       | 4                       | 3                       | 2                       | 1                       | 5                       | 5                       | 9                       | 65                      |
| المصدر: World Weather Online      |                         |                         |                         |                         |                         |                         |                         |                         |                         |                         |                         |                         |                         |